# Robert Rompre
Robert Edward „Bob“ Rompre (* 11. April 1929 in International Falls, Minnesota; † 13. September 2010 in Sun Prairie, Dane County, Wisconsin) war ein US-amerikanischer Eishockeyspieler, der bei den Olympischen Winterspielen 1952 in Oslo mit der Eishockeynationalmannschaft eine Silbermedaille gewann und einen olympischen Rekord mit vier Toren in einem Spiel aufstellte.

## Biografie
Obwohl er nach dem Schulbesuch ein Sportstipendium am Colorado College erhielt, trat er in das US Marine Corps ein. Wegen seiner Teilnahme als Spieler der Nationalmannschaft bei den Eishockeywettbewerben der Olympischen Winterspiele 1952 wurde er vom Einsatz im Koreakrieg freigestellt.
Bei einem Spiel gegen Finnland am 18. Februar 1952 unter freiem Himmel und bei starkem Schneefall erzielte er vier Tore bei dem 8:2-Sieg seines Teams. Dabei schoss er drei Tore im zweiten sowie ein weiteres im dritten Drittel, wobei zwei der Tore im zweiten Drittel innerhalb einer Zeitspanne von gerade 10 Sekunden fielen. Dadurch stellte er einen neuen olympischen Rekord auf.
Nach Beendigung seines Militärdienstes erhielt er ein Angebot als Spieler bei den New York Rangers, aber lehnte diese Möglichkeit in der National Hockey League zu spielen ab um sein Studium am College zu beenden. Stattdessen spielte er in der Saison 1952/53 bei den Oakland Knaves und den Los Angeles Cardinals in der Pacific Coast Hockey League. Im Anschluss nahm er sein Studium am Colorado College wieder auf und schloss dieses 1956 ab.
Anschließend ließ er sich in Waupun nieder, wo er für das Eishockeyteam der Fond du Lac Bears spielte. Dabei führte er das Team als Mannschaftskapitän zu zwei Staatsmeisterschaften von Wisconsin führte. Nachdem er seine aktive Spielerlaufbahn beendet hatte, blieb er bis 1975 Trainer der Fond du Lac Bears. Nach Beendigung dieser Tätigkeit wurde seine Rückennummer 8 nicht erneut vergeben.
Anschließend wurde er Scout der US-amerikanischen Eishockeynationalmannschaft und hatte großen Anteil bei der Gründung von Hockey Halls of Fame in Minnesota und Wisconsin, in die er später auch selbst jeweils aufgenommen wurde. Für seine sportlichen Verdienste wurde er außerdem mit dem William-Thayer-Tutt-Preis des US-Hockeyverbandes ausgezeichnet und 1992 in die US Hockey Hall of Fame aufgenommen.